# Uutiskuvanvuori
Uutiskuvanvuori ou Uutiskuuvanvuori ou Uutiskuuva est une zone rocheuse de granite dans l'ile d'Airismaa à Naantali en Finlande.

## Présentation
Uutiskuvanvuori est un rocher de granite de 56,4 mètres de hauteur et d'une superficie de huit hectares situé sur l'île d'Airismaa à Rymättylä.
Uutiskuvanvuori a une richesse géologique et biologique très importante.
Uutiskuvanvuori comprend une zone de conservation de la nature et Natura 2000 de quatre hectares, qui est protégée par la Suomen luonnonsuojelulaki|loi sur la protection de la nature.
Uutiskuvanvuori est un site d'importance communautaire, c'est-à-dire une zone de la directive habitats du réseau natura 2000.
Uutiskuvanvuori a été inventoriée comme une zone rocheuse très précieuse en termes de richesses naturelles, et il appartient aux zones rocheuses précieuses de la région de Finlande propre,.

## Galerie

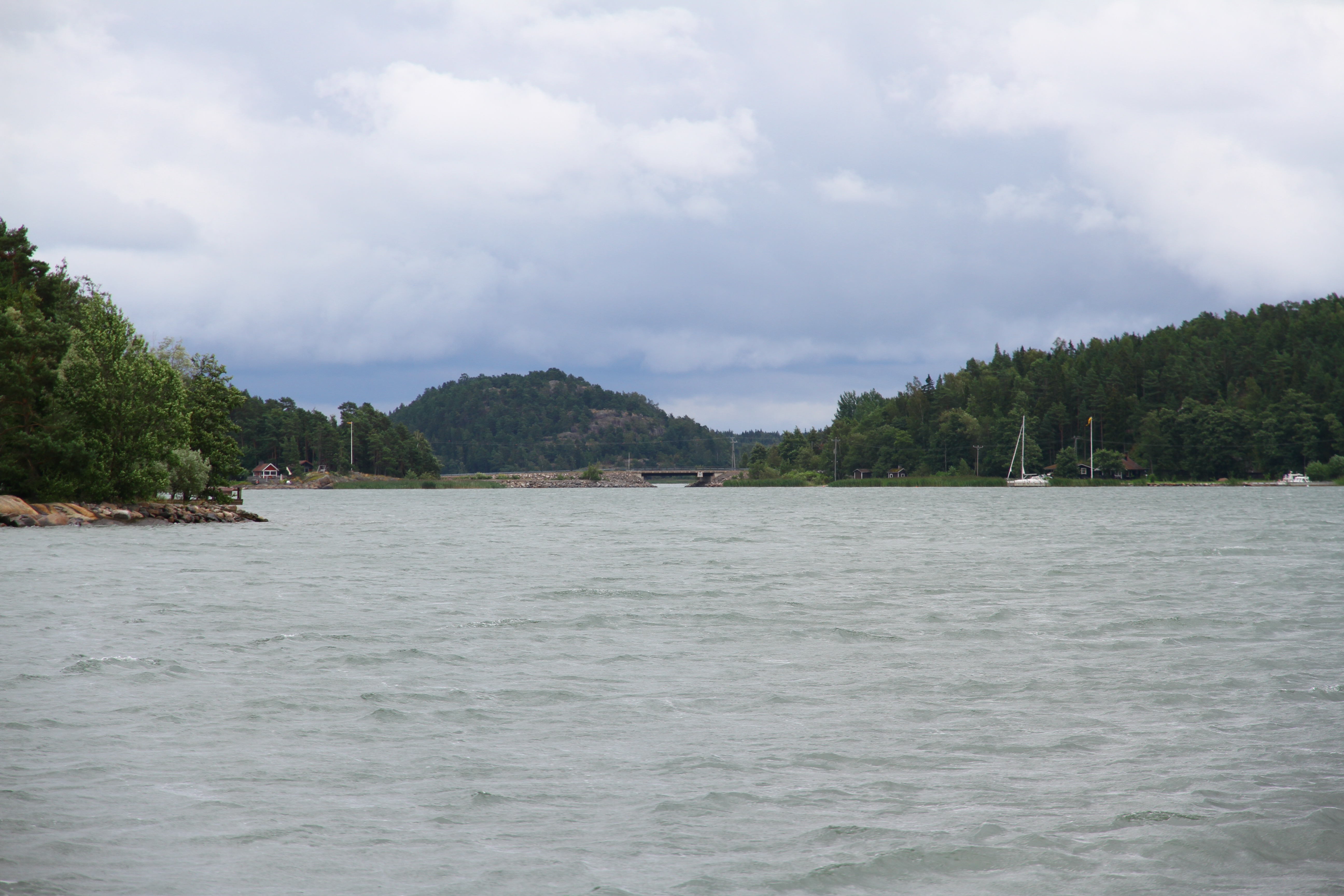
Le pont de Sattirauma et derrière la colline Uutiskuvanvuori vus depuis le village de Röölä